# Eurojet EJ200
EJ200 là loại động cơ máy bay tuốc bin cánh quạt đẩy do hãng EuroJet Turbo GmbH chế tạo theo một chương trình phát triển động cơ dùng để lắp đặt trên chiếc Eurofighter Typhoon với mục tiêu là chi phí bảo trì thấp cũng như thời gian sử dụng lâu. Thiết kế của loại động cơ này dựa rất nhiều vào nguyên mẫu thử nghiệm phát triển trước đó là Rolls-Royce XG-40.

## Phát triển

### Rolls-Royce XG-40
Rolls-Royce đã bắt đầu phát triển động cơ XG-40 từ năm 1984. Với kinh phí phát triển được chia ra là chính phủ Anh hỗ trợ 85% kinh phí. Ngày 02 tháng 4 năm 1985 thì Đức và Anh đồng ý phát triển chung mẫu máy bay Eurofighter Typhoon còn Pháp thì không tham gia do đã tự phát triển mẫu động cơ Snecma M88 cho máy bay của riêng mình.

### Eurojet EJ200
Hãng EuroJet được thành lập năm 1986, gồm có phần hùn của 4 hãng Rolls-Royce (Anh) và MTU (Đức) mỗi hãng 33%, Avio (Ý) 21% và ITP (Tây Ban Nha) 13%, để các nước phối hợp và quản lý phát triển dự án động cơ có công nghệ từ mẫu XG-40. Động cơ EJ200 được phát triển khá giống với XG-40 về nguyên lý hoạt động chỉ khác là có thêm chức năng đốt sau để tăng lực đẩy khi cần thiết.
Tháng 12 năm 2006, Eurojet đã cung cấp 363 động cơ cho đợt sản xuất máy bay đầu, đợt thứ hai yêu cầu thêm 519 động cơ. Cùng thời gian đó Eurojet đã tuyên bố là đã ký hợp đồng cho chương trình sản xuất 1.400 động cơ.
Động cơ có khoảng 60 lỗi phát sinh khi hoạt động chủ yếu trong các dạng:
- Vượt quá giới hạn mà tham số động cơ cho phép (Nhiệt độ, tốc độ, áp suất)
- Rung lắc mạnh vượt mức cho phép.
- Đối lưu khí có vấn đề.
- Khả năng kiểm soát động cơ (tự động thay đổi hệ thống dẫn, thiết bị truyền động trục trặc hoặc thậm chí mất kiểm soát)
- Trục trặc động cơ (Tự nhiên chết máy, không thể bật lại được, nuốt lửa)
- Áp suất dầu và hệ thống nhiên liệu (Áp lực quá thấp, nhiệt độ quá cao, tắc nghẽn bọ lọc, cặn quá nhiều)
- Nhiên liệu (Cặn bám quá nhiều)
- Kém hiệu suất (Lực đẩy thấp)
- Thời gian sử dụng quá ngắn

## Các phiên bản
- EJ2x0: Mẫu có công suất tăng 20% so với nguyên mẫu. Với lực đẩy là 72 kN và khi đốt sau là 103 kN. Mẫu này đang tiếp tục nâng cấp với dự kiến sẽ tăng công suất lên 30% so với nguyên mẫu.